# Sân vận động Thống Nhất
Sân vận động Thống Nhất (trước đây là Vận động Trường Cộng Hòa) là một sân vận động đa năng ở Thành phố Hồ Chí Minh, Việt Nam. Sân nằm ở số 138 Đào Duy Từ, phường Diên Hồng. Sân hiện được sử dụng chủ yếu cho các trận đấu bóng đá. Đây là sân nhà của Thành phố Hồ Chí Minh, hiện đang thi đấu tại V.League 1 và Trẻ Thành phố Hồ Chí Minh, hiện đang thi đấu tại V.League 2. Sân vận động có sức chứa 15.000 người.

## Lịch sử

### Thời Pháp thuộc
Năm 1929, Ủy hội Thành phố (Commission municipale) của Thành phố Chợ Lớn (Ville de Cholon) đã quyết định khởi công xây dựng sân vận động mới trên địa bàn thành phố. Năm 1931, sân vận động được hoàn thành và được đặt tên là Sân vận động Renault, theo tên của Philippe Oreste Renault, Tham biện hạng 1, Chủ tịch Ủy hội Thành phố Chợ Lớn kiêm Chủ tỉnh Chợ Lớn thời bấy giờ. Ban đầu, sân chỉ mới có khán đài chính, chưa có các khán đài phụ. Sân vận động này được xây dựng theo kiến trúc mới như các sân vận động ở Pháp, mái che được đúc bằng bê tông cốt thép, khán đài có hơn 20 bậc ngồi, từ dưới lên cao trông rất quy mô, chưa kể những hàng ghế xếp riêng trong một khu vực đẹp dành cho các quan chức. Sân được xem là một công trình thể thao đồ sộ, được coi như lớn nhất Đông Dương lúc bấy giờ.
Sân được khánh thành vào ngày 18 tháng 10 năm 1931 với trận đấu giao hữu giữa đội Cảnh sát Chợ Lớn và Ngôi sao Gia Định. Kết quả trận đấu, Cảnh sát Chợ Lớn giành chiến thắng trước Ngôi sao Gia Định với tỷ số 1–0.
Kể từ khi được khánh thành, sân là nơi diễn ra nhiều trận đấu bóng đá giữa những đội bóng hàng đầu của Nam Kỳ và sau này là miền Nam Việt Nam như các đội bóng Ngôi sao Gia Định, Hoa kiều Chợ Lớn, Cảnh sát Sài Gòn... của người Việt hay các đội Cercle Sportif Saigonnais, Stade Militaire hay Transitaire... của người Pháp.

### Thời Việt Nam Cộng hòa

#### Thể thao
Năm 1959, sân được cải tạo, nâng cấp lớn để đạt tiêu chuẩn quốc tế thời bấy giờ. Khán đài chính được mở rộng thêm, các khán đài phụ cũng được xây dựng, trang bị hệ thống chiếu sáng hiện đại, nâng sức chứa của sân lên 16.000 người. Công việc cải tạo, nâng cấp được hoàn thành vào tháng 10 năm 1960. Sân cũng được đổi tên thành Vận động Trường Cộng Hòa. Theo nhiều tài liệu ghi lại, trong trận đấu đầu tiên sau khi sân được cải tạo, nữ nghệ sĩ Thanh Nga được mời đá quả bóng đầu tiên trước trận đấu bóng đá giữa hai đội Quan thuế của Tổng cục Quan thuế và AJS của Cảnh sát Quốc gia. Hình ảnh này sau đó được lan truyền trên các tờ báo, được cho là góp phần làm tăng thêm danh tiếng cho nữ nghệ sĩ này.
Năm 1967, sân một lần nữa được cải tạo và nâng cấp. Trong khoảng thời gian từ năm 1955 đến năm 1975, sân đã tổ chức các giải đấu khu vực, châu lục, tiếp đón nhiều đội bóng nước ngoài đến để học tập và trao đổi kinh nghiệm. Sân cũng chứng kiến nhiều trận đấu lịch sử của bóng đá Việt Nam Cộng hòa như:
- Trận đấu vòng loại môn bóng đá tại Thế vận hội Mùa hè 1964 giữa Đội tuyển bóng đá quốc gia Việt Nam Cộng hòa và Đội tuyển bóng đá quốc gia Israel. Đội tuyển bóng đá quốc gia Việt Nam Cộng hòa giành chiến thắng sau hai lượt trận với tổng tỷ số 2–1 và giành quyền vào vòng 2.
- Trận đấu vòng loại môn bóng đá tại Thế vận hội Mùa hè 1964 giữa Đội tuyển bóng đá quốc gia Việt Nam Cộng hòa và Đội tuyển bóng đá quốc gia Hàn Quốc.[4] 30.000 khán giả đã lấp đầy sân vận động để dự khán trận đấu này. Sau 2 trận đấu lượt đi và về (31 tháng 5 và 28 tháng 6 năm 1964), đội tuyển bóng đá quốc gia Việt Nam Cộng hòa thua với tổng tỷ số 2–5 và bị loại.
- Trận đấu bóng đá nữ đầu tiên giữa hai đội bóng đá nữ Nam Phương và Nhị Trưng vào ngày 23 tháng 6 năm 1974. Nam Phương giành chiến thắng với tỷ số 3–0.

Năm 1966, đội tuyển Việt Nam Cộng hòa đã vô địch giải bóng đá Merdeka ở Malaysia sau khi đánh bại Miến Điện 1–0 trong trận chung kết. Chiếc cúp vô địch giải Merdeka bằng vàng được cất giữ ở trụ sở Tổng cuộc Túc cầu trong Sân vận động Cộng Hòa. Cúp đã bị thất lạc sau sự kiện 30 tháng 4 năm 1975, và cho đến ngày nay vẫn chưa xác định được nằm ở đâu.

#### Vụ tấn công của biệt động Sài Gòn năm 1965
Trong tài liệu mật "A Study of the Use of Terror by the Vietcong" của MACVSOG lưu hành nội bộ vào tháng 5 năm 1966, có nhắc đến vụ đánh bom được 2 thành viên Biệt động Sài Gòn thực hiện tại sân Cộng hòa vào ngày 4 tháng 10 năm 1965 khiến 11 người thiệt mạng gồm 4 trẻ em, và 42 người bị thương. Theo báo Tuổi Trẻ, người thực hiện vụ đánh bom là Lê Tấn Quốc (Chín Quốc) đã cho nổ 2 trái mìn ĐH 10 cách nhau 3 phút và tiêu diệt 2 nhóm đối phương tại đây. Một số báo khác dẫn theo trang phunutoday.vn lại cho biết vụ đánh bom được thực hiện bởi nhóm người Thành gồm Huỳnh Văn Minh (chỉ huy), Bùi Thị Anh, Huỳnh Công Khánh (Sáu Vĩnh) và Võ Thị Lớn (Út Thu). Theo thông tin này thì vụ đánh bom được thực hiện vào lúc 11 giờ 30 phút ngày 1 tháng 10 năm 1965, dùng 2 trái mìn ĐH 10, đặt tại 2 địa điểm và cho nổ cách nhau 2 phút, nhắm vào các cảnh sát dã chiến đang huấn luyện tại đây. Vụ nổ làm 49 cảnh sát dã chiến thiệt mạng và bị thương, trong đó có 10 người thiệt mạng ngay trong vụ nổ đầu tiên.

### Sau năm 1975

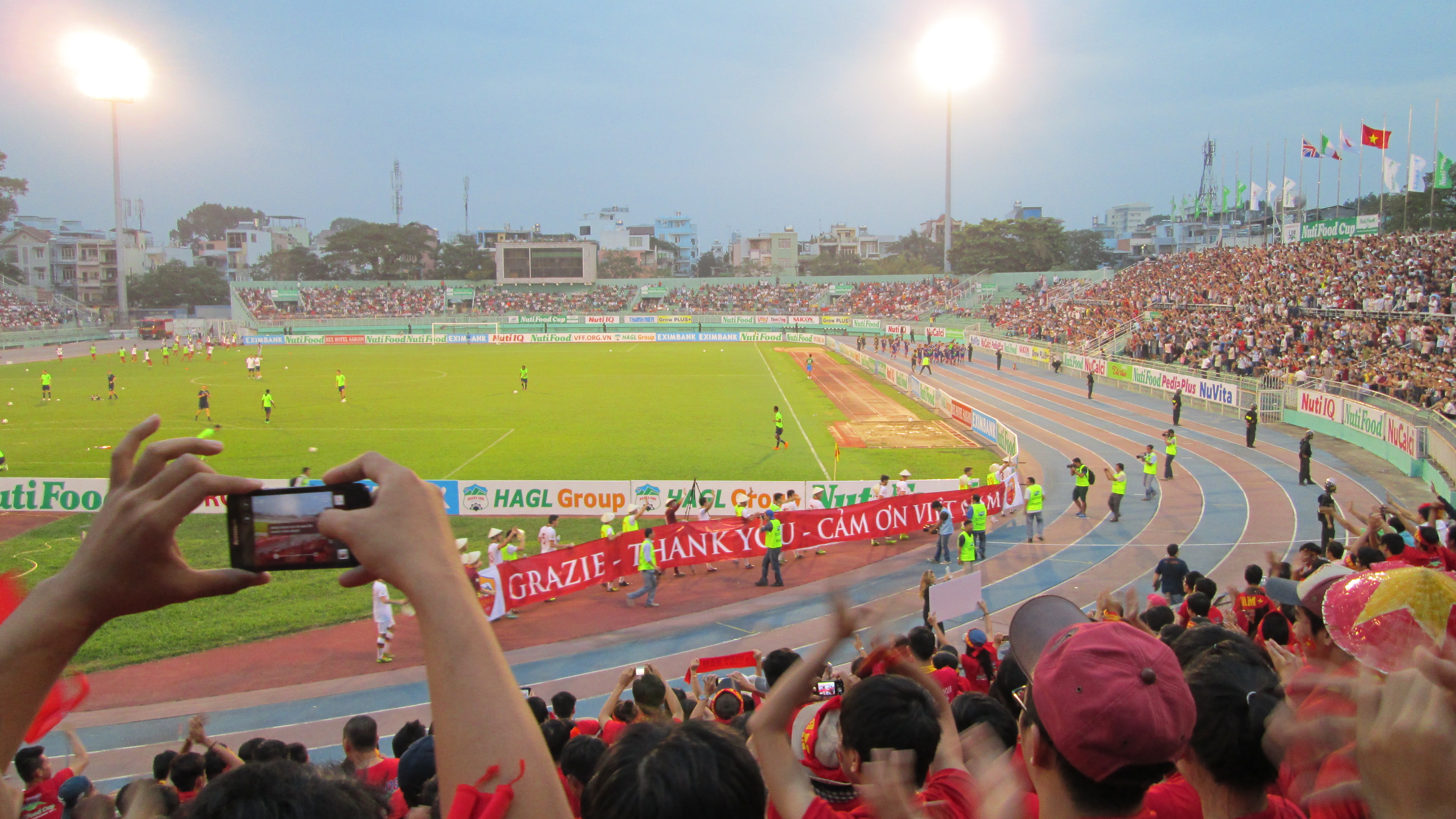
Sân vận động Thống Nhất tại giải Tứ Hùng, 10 tháng 1 năm 2014

Sau khi chính quyền lâm thời Cộng hòa Miền Nam Việt Nam kiểm soát hoàn toàn miền Nam, ngày 2 tháng 9 năm 1975, một trận đấu giao hữu giữa đội Hải Quan (với nòng cốt là các cầu thủ của đội Quan Thuế cũ) và đội Ngân hàng (với nòng cốt là các cầu thủ của đội Việt Nam Thương Tín cũ) được tổ chức tại đây với sự có mặt của Chủ tịch Mặt trận Dân tộc Giải phóng miền Nam Nguyễn Hữu Thọ. Trận đấu kết thúc với chiến thắng 3–1 nghiêng về các cầu thủ Hải Quan. Sau trận đấu này, sân cũng được đổi tên thành Sân vận động Thống Nhất và giữ tên gọi này cho đến tận ngày nay.
Ngày 7 tháng 11 năm 1976, trận đấu giao hữu giữa Đội bóng đá Tổng cục Đường sắt và Câu lạc bộ bóng đá Cảng Sài Gòn được tổ chức tại đây. Đây là cuộc chạm trán đầu tiên giữa bóng đá hai miền sau ngày thống nhất đất nước. Kết quả trận đấu, đội Tổng cục Đường sắt giành chiến thắng với tỷ số 2–0.
Qua các mùa giải, kể từ khi Giải bóng đá vô địch quốc gia Việt Nam được tổ chức lần đầu tiên vào năm 1980 cho đến trước khi giải đấu chuyên nghiệp được tổ chức, đây là sân nhà của các đội Cảng Sài Gòn, Hải Quan, Sở Công nghiệp, Công an TP.HCM... Sau khi Giải Vô địch Quốc gia chuyên nghiệp đầu tiên được tổ chức, qua các mùa giải, sân được chọn là sân nhà của các đội chuyên nghiệp Cảng Sài Gòn (sau này là Thép Miền Nam - Cảng Sài Gòn rồi Câu lạc bộ bóng đá Thành phố Hồ Chí Minh), Công an TP.HCM (sau này được chuyển thành Ngân hàng Đông Á), Navibank Sài Gòn, Sài Gòn Xuân Thành, Sài Gòn FC.
Năm 2002, sân vận động được cải tạo để chuẩn bị tổ chức các trận đấu bảng B của môn bóng đá nam tại Đại hội Thể thao Đông Nam Á 2003. Đây là sân nhà của đội tuyển bóng đá quốc gia Việt Nam cùng với Sân vận động Hàng Đẫy ở Hà Nội cho đến năm 2003, khi Sân vận động Quốc gia Mỹ Đình được hoàn thành xây dựng.
Cho đến năm 2017, sân vận động có sức chứa 19.450 người. Kể từ đó, sân đã được cải tạo theo từng giai đoạn. Trong giai đoạn đầu, các phần A1 và A2 của khán đài chính đã được sơn lại và lắp đặt hệ thống đèn pha chiếu sáng 1500 lux mới vào quý 4 năm 2017. Năm 2018, mặt sân đã được cải tạo lại và hơn 6.700 ghế ngồi được lắp đặt bổ sung vào các khán đài B, C và D. Sau khi lắp đặt ghế ngồi, sức chứa của sân đã giảm xuống còn khoảng 15.000 người. Vào năm 2019, các ghế hiện có ở khán đài A được thay thế bằng các ghế mới, trong khi các ghế mới được lắp đặt bổ sung vào các phần còn lại của khán đài A (A4 và A5).

## Thiết kế và sử dụng
Đây là sân nhà của Câu lạc bộ bóng đá Thành phố Hồ Chí Minh (trước đây là Câu lạc bộ bóng đá Cảng Sài Gòn) kể từ khi câu lạc bộ được thành lập vào năm 1975. Từ năm 1995 đến năm 2002, đây cũng là sân nhà của Đội bóng đá Công an Thành phố Hồ Chí Minh. Từ năm 2016, Câu lạc bộ bóng đá Sài Gòn cũng chọn Thống Nhất làm sân nhà cho các trận đấu tại V.League.
Trước năm 2003, sân Thống Nhất là sân bóng đá lớn nhất và hiện đại nhất Việt Nam. Vào thập niên 1990, sân một lần nữa được cải tạo, nâng cấp. Sân trở thành một sân vận động đa năng với sức chứa 18.000 người. Mãi đến năm 2003, khi sân Mỹ Đình được hoàn thành xây dựng với sức chứa 40.000 người, vai trò sân vận động lớn nhất và hiện đại nhất của sân vận động Thống Nhất mới kết thúc.
Năm 2005, sân một lần nữa được cải tạo để chuẩn bị tổ chức Đại hội Thể dục Thể thao toàn quốc lần thứ V vào năm 2006. Tuy nhiên, đợt cải tạo lớn này đã gây ra nhiều tai tiếng khi chất lượng cải tạo quá tệ hại và thời gian thi công kéo dài, các bậc ngồi của 2 khán đài C và D đã bị đập bỏ để làm đường chạy điền kinh, khiến sức chứa của sân vận động giảm từ 18.000 chỗ ngồi xuống còn 16.000 chỗ ngồi. Mãi đến cuối tháng 6 năm 2007, sân mới được báo cáo cải tạo xong tất cả các hạng mục với tổng kinh phí phát sinh lên đến 14 tỷ đồng. Tuy nhiên, chất lượng hạ tầng kém của sân vẫn để lại nhiều tiếng xấu cho đến thời điểm hiện tại.
Trong suốt các mùa giải bóng đá, sân luôn được chọn là sân nhà của từ 1 đến 2 đội bóng đang thi đấu tại Giải bóng đá vô địch quốc gia Việt Nam. Riêng liên tiếp trong 3 mùa giải 2013, 2014, 2015, không có đội bóng nào đang thi đấu tại Giải bóng đá vô địch quốc gia Việt Nam chọn sân Thống Nhất làm sân nhà. Mãi đến mùa giải V.League 2016, một đội bóng nhập khẩu từ Hà Nội vào Thành phố Hồ Chí Minh là Sài Gòn FC mới sử dụng sân Thống Nhất làm sân nhà. Bên cạnh đó, Câu lạc bộ bóng đá Thành phố Hồ Chí Minh vốn thi đấu ở giải hạng nhất được thăng hạng lên V.League 2017. Hiện tại, đây là sân nhà của Thành phố Hồ Chí Minh tại V.League 1 và Trẻ Thành phố Hồ Chí Minh tại V.League 2.

### Các sự kiện thể thao
Sân vận động đã tổ chức nhiều sự kiện thể thao và giải trí trong nước và quốc tế kể từ khi được khánh thành. Một số sự kiện thể thao đáng chú ý nhất được liệt kê dưới đây:
- Giải vô địch bóng đá trẻ châu Á 1964
- Giải vô địch bóng đá Đông Nam Á 1998
- Đại hội Thể thao Đông Nam Á 2003 (môn bóng đá nam)
- Cúp bóng đá nữ châu Á 2008
- Giải vô địch bóng đá U-19 Đông Nam Á 2009
- Giải vô địch bóng đá U-19 Đông Nam Á 2010
- Giải vô địch bóng đá nữ U-19 châu Á 2011
- Giải vô địch bóng đá U-19 Đông Nam Á 2012
- Giải vô địch bóng đá nữ Đông Nam Á 2012
- Cúp bóng đá nữ châu Á 2014
- Giải vô địch bóng đá nữ Đông Nam Á 2015
- Giải vô địch điền kinh trẻ châu Á 2016
- Giải vô địch bóng đá U-18 Đông Nam Á 2019
- AFC Champions League 2022 (vòng bảng)
- Cúp AFC 2022 (vòng bảng, bán kết khu vực Đông Nam Á)